# Пригода в «Бузковій хижі»
«Пригода в «Бузковій хижі»» (англ. «The Adventure of Wisteria Lodge»)  — твір із серії «Його останній уклін» Артура Конана Дойля. Уперше опубліковано Strand Magazine у 1908 році. Складається з двох частин: «Незвичайна пригода містера Джона Скота Еклса» (англ. «The Singular Experience of Mr. John Scott Eccles») і «Тигр Сан-Педро» (англ. «The Tiger of San Pedro»). В оригінальній публікації твір має назву «Спогад Шерлока Холмса» (англ. «A Reminiscence of Mr. Sherlock Holmes»).

## Сюжет

### Незвичайна пригода містера Джона Скота Еклса

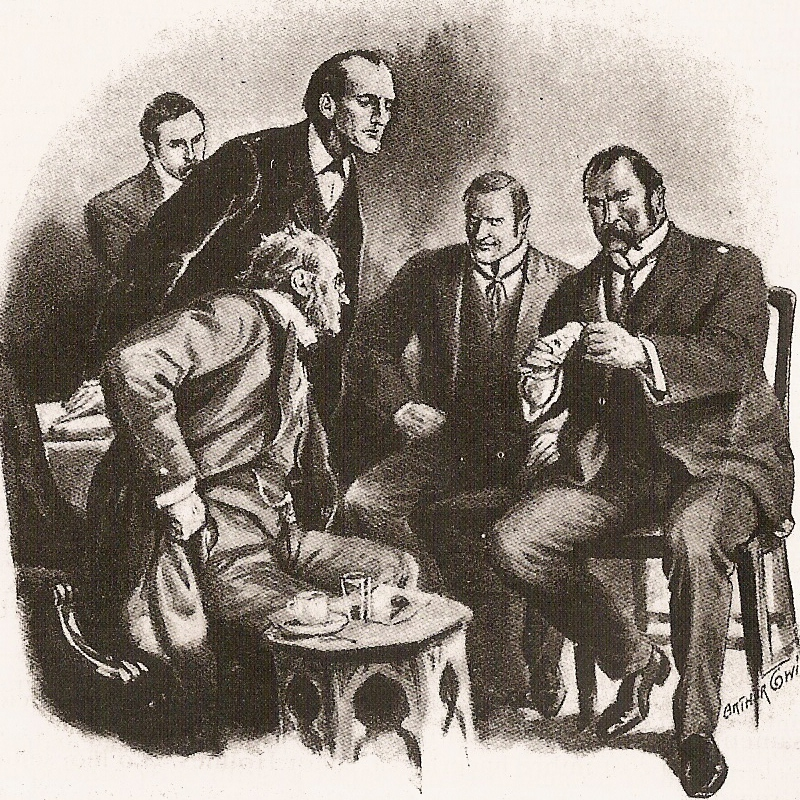
Еклс, Холмс та інспектор Бенйс

До Холмса навідується джентльмен Джон Скот Еклс, який хоче розповісти детективу дещо незвичайне. Одразу ж за ним до кімнати вривається інспектор Грегсон, який звинувачує містера Еклса у вбивстві. Записка з кишені гостя свідчить про те, що він був у будинку, де вчинено злочин.
Еклс вражений, що його звинувачують у вбивстві містера Алозії Гарсії. За його словами він провів одну ніч у «Бузковій хижі», а коли зранку прокинувся, то ані господаря, ані прислуги в будинку не було. Останній раз Еклс бачив Гарсію, коли той, заглянувши до його кімнати, нагадав, що якщо йому щось потрібно, він може покликати прислугу дзвіночком, а також зауважив, що вже перша ночі.
Еклс зустрівся з іспанцем Гарсією через спільних знайомих. Гарсія запросив англійця до себе в гості. Однак того вечора настрій господаря різко змінився після того, як він прочитав записку, яку йому приніс слуга.
Еклс покинув «Бузкову хижу» і запитував в агента з нерухомості про цей будинок, той відпові, що оренда проплачена повністю, додавши, що ніхто в іспанському посольстві в Лондоні не чув про Гарсію.
Інспектор Бейнс, що прибув разом з Грегсоном зачитує записку з кишені Еклса: «Наші кольори зелений і білий. Зелений — відкрито, білий — закрито. Головні сходи, перший коридор, сьомий праворуч, зелене сукно. Щасливої дороги. Д.». Почерк жіночий. Можливо, це було побачення, а причиною вбивства стала ревність?
Стає відомо, що тіло Гарсії лежало о першій годині ночі, Еклс говорить, що це не можливо, бо в цей час він навідувався до нього. Холмс говорить, що іспанець міг навмисно сказати пізніший час, ніж було насправді.
Все, що Холмс може сказати, що вбивця живе недалеко від «Бузкової хижі», і у великому будинку.

### Тигр Сан-Педро

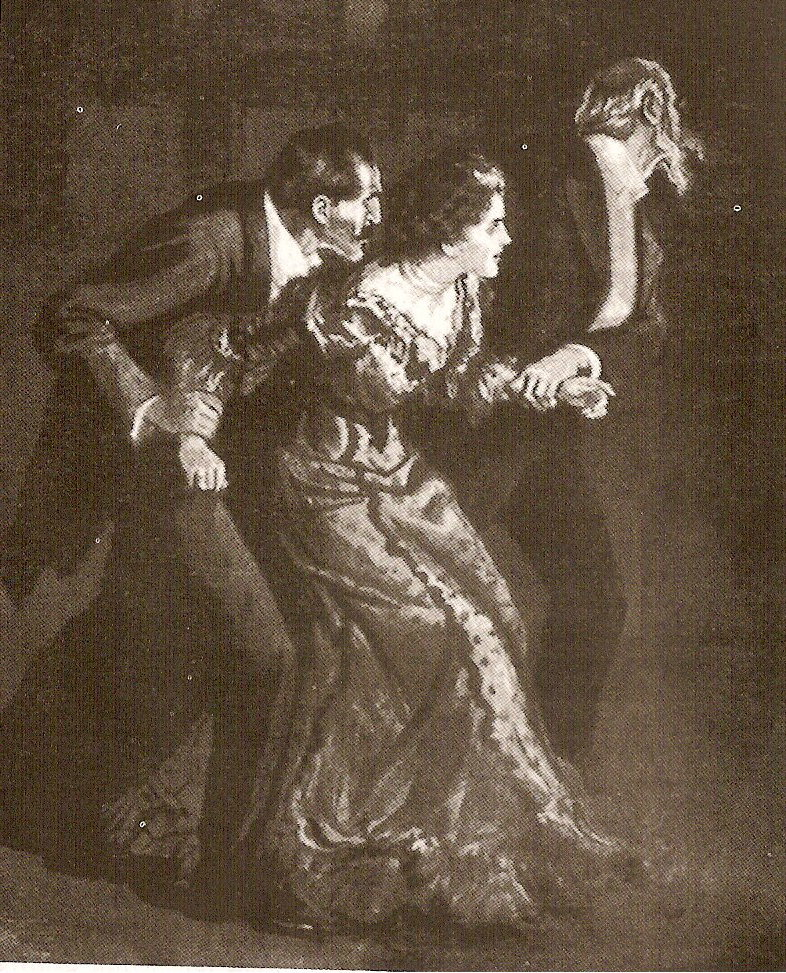
Мурільйо викрадає міс Бернет

Холмс з доктором Вотсоном прямує до «Бузкової хижі» з інспектором Бенйсом. Констебль з охорони будинку повідомляє, що вночі у вікно зазирнув дуже страшний чоловік. По слідам Холмс бачить, що констебль не вигадує.
У будинку знаходяться відро крові, розірвана птиця, тарілка з обвугленими кістками, щось, що нагадує муміфіковану дитину. Холмс зауважує, що ці сліди вуду можуть бути ключем до розв'язку справи.
Через п'ять днів детектив дізнається, що Бейнс заарештував кухаря Гарсії, який тоді налякав констебля. Здоровило дає мало інформації, але Холмс впевнений, що він не вбивця, і застерігає Бенйса.
Наступного дня детектив досліджує сусідні будинки. Його зацікавив містер Гендерсон, який певний час провів у тропіках, і в якого був слуга темношкірий іноземець. Холмс дізнається, що в маєтку також працює англійська гувернантка міс Бернет, у Гендерсона був садівник, нині звільнений, Гендерсон багатий, але ніхто не може сказати, звідки він прибув.
Холмс по опису з записки відзначає, що таким великим будинок і мав бути.
Ворнер, звільнений садівник, повідомляє Холмсу, що Гендерсон тікав потягом до столиці та хотів взяти з собою міс Бернет, але він не дав йому її забрати і відвіз її до готель, де були Холмс з Вотсоном. Дівчина не хотіла йти з Гендерсоном так як вживала опіум.
Гендерсона затримано. Його справжнє ім'я — Дон Хуан Мурільйо, Тигр Сан-Педро, минулий диктатор з Центральної Америки. Гарсія, який також був з Сан-Педро, а не Іспанії, був убитий з помсти. Міс Бернет написала записку, але секретар Мурільйо побачив це. Мурільйо стримує її і сам йде на «побачення», де вбиває Гарсію. Справжнє ім'я міс Бернет — Вікторія Дурандо. Її покійний чоловік був з Сан-Педро, послом Великої Британії та ворогом Мурільйо, який вбив його, щоб позбутися конкуренції.
Мурільйо з компаньйоном тікає з Лондона. Був виявлений у Мадриді під новим ім'ям. Пізніше їх було вбити невідомими.